# Jeffrey Brown
Jeffrey Brown (Gent, 25 juni 1990) is een Belgische basketbalcoach. Sinds 2022 is hij hoofdcoach van BBC Falco Gent A, dat uitkomt in Top Division Men 1, het tweede niveau van het Belgische basketbal. Daarvoor was hij jarenlang actief als jeugd- en assistentencoach. Sinds 2020 is hij tevens docent basketbal aan de Vlaamse Trainersschool.

## Carrière
Jeffrey Brown begon zijn basketbalcarrière als speler bij BBC Melle Vogelhoek, waar hij actief bleef tot zijn 21e. Al op jonge leeftijd bleek zijn passie te liggen bij coaching. Hij startte als jeugdtrainer bij Melle (2009–2012) en Jeugd Gentson (2010–2015), waar hij ook assistent was bij het eerste damesteam in Top Division Women 1 tijdens het seizoen 2014–2015.  
In 2015 trad hij in dienst bij BBC Falco Gent, waar hij verschillende functies vervulde: jeugdcoach, coach van de B-ploeg, sportief coördinator en later assistent-coach bij het eerste team. In 2022 volgde hij Dimitri Ongenaet op als hoofdcoach van Falco Gent A.
In zijn debuutseizoen (2022–2023) als hoofdcoach leidde hij het team naar de titel in Top Division Men 2, met promotie naar TD1 als gevolg. Het team verloor slechts één competitiewedstrijd dat seizoen.
In het seizoen 2023–2024 zette Brown deze lijn door. Als promovendus haalde Falco Gent meteen de finale van Top Division Men 1, waarin het verloor van LDP Donza in een best-of-three reeks. Ondanks de nederlaag werd Falco vice-kampioen – een historische prestatie voor de club.
In het seizoen 2024–2025 eindigde Falco Gent onder leiding van Brown op de derde plaats in de reguliere competitie van Top Division Men 1. De ploeg plaatste zich daarmee voor het tweede jaar op rij voor de play-offs, maar een nieuwe finale zat er ditmaal niet in: Falco werd vroegtijdig uitgeschakeld en greep zo naast een nieuwe titelstrijd.
Wel kende de club succes in de Beker van Vlaanderen, waar Brown het team naar de finale leidde. In een spannende wedstrijd verloor Falco met 68–62 van G&V Breakpoint Waregem, waardoor het genoegen moest nemen met de tweede plaats.

## Erelijst
- 🥇 Top Division Men 2: Kampioen in 2022-2023
- 🥈 Top Division Men 1: Vice-kampioen in 2023-2024
- 🥈 Beker van Vlaanderen: Finalist in 2024-2025